# Cena Johanna Petera Hebela
Cena Johanna Petera Hebela, německy Johann-Peter-Hebel-Preis, je literární cena udělovaná ministerstvem pro vědu, výzkum a umění Bádenska-Württemberska. Vznikla v roce 1936, od roku 1974 je udělovaná každé dva roky.
Je určená spisovatelům, překladatelům, esejistům a vědcům za jejich publikační činnost v německém jazyce nebo za díla spojená s Johannem Peterem Hebelem. Cena je dotována částkou 10 000 eur a je předávána v rámci hebelovského festivalu.

## Nositelé
- 2024 Pierre Kretz[1]
- 2022 Monika Helferová
- 2020 Sibylle Bergová
- 2018 Christoph Meckel
- 2016 Lukas Bärfuss
- 2014 Franz Hohler
- 2012 Karl-Heinz Ott
- 2010 Arnold Stadler
- 2008 Arno Geiger
- 2006 Martin Stadler
- 2004 Maria Beig
- 2002 Markus Werner
- 2000 Emma Guntz
- 1998 Lotte Paepcke
- 1996 Kundeyt Surdum
- 1994 Peter von Matt
- 1992 Adrien Finck
- 1990 Manfred Bosch
- 1988 Michael Köhlmeier
- 1986 Peter Bichsel
- 1984 Claude Vigée
- 1982 Maria Menz
- 1980 Elias Canetti
- 1978 Erika Burkart
- 1976 André Weckmann
- 1974 Gerhard Jung
- 1973 Joseph Hermann Kopf
- 1972 Kurt Marti
- 1971 Lucien Sittler
- 1970 Marie Luise Kaschnitz
- 1969 Gertrud Fussenegger
- 1968 Hermann Schneider
- 1967 Josef Lefftz
- 1966 Eberhard Meckel
- 1965 Adalbert Welte
- 1964 Adalbert Bächtold
- 1963 Robert Minder
- 1962 Richard Nutzinger
- 1961 Albin Fringeli
- 1960 Martin Heidegger
- 1959 Carl Jacob Burckhardt
- 1958 Friedrich-Alfred Schmid-Noer
- 1957 Emanuel Stickelberger
- 1956 Lina Kromer
- 1955 Wilhelm Zentner
- 1954 Otto Flake
- 1953 Reinhold Zumtobel
- 1952 Max Picard
- 1951 Albert Schweitzer
- 1950 Wilhelm Altwegg
- 1949 Wilhelm Hausenstein
- 1948 Traugott Meyer
- 1947 Franz Schneller
- 1946 Anton Fendrich
- 1943 Jakob Schaffner
- 1942 Wilhelm Weigand
- 1941 Emil Strauß
- 1940 Benno Rüttenauer
- 1939 Hermann Eris Busse
- 1938 Eduard Reinacher
- 1937 Alfred Huggenberger
- 1936 Hermann Burte